# 鈴木郁也
鈴木 郁也（すずき ふみや、1998年4月29日 - ）は、東京都出身のサッカー選手。ポジションは主にフォワード。
弟の鈴木俊也もサッカー選手。

## 来歴

### プロ入り前
アスルクラロ沼津U-12からFC東京U-15深川、そしてU-18まで進み、2016年にはFC東京で2種登録選手となったが、9月に登録抹消となり、トップチーム昇格もならなかった。その後、早稲田大学に進学した。

### アルビレックス新潟シンガポール
2021年アルビレックス新潟シンガポールに加入したと発表された。同年末に退団した。

## 所属クラブ
- アスルクラロ沼津U-12
- FC東京U-15深川
- FC東京U-18
  - 2016年5月 - 同年9月  FC東京（2種登録選手）
- 早稲田大学
- 2021年 アルビレックス新潟シンガポール

## 通算成績
| 国内大会個人成績 | 国内大会個人成績 | 国内大会個人成績 | 国内大会個人成績 | 国内大会個人成績 | 国内大会個人成績 | 国内大会個人成績 | 国内大会個人成績 | 国内大会個人成績 | 国内大会個人成績 | 国内大会個人成績 | 国内大会個人成績 |
| 年度             | クラブ           | 背番号           | リーグ           | リーグ戦         | リーグ戦         | リーグ杯         | リーグ杯         | オープン杯       | オープン杯       | 期間通算         | 期間通算         |
| 年度             | クラブ           | 背番号           | リーグ           | 出場             | 得点             | 出場             | 得点             | 出場             | 得点             | 出場             | 得点             |
| 日本             | 日本             | 日本             | 日本             | リーグ戦         | リーグ戦         | リーグ杯         | リーグ杯         | 天皇杯           | 天皇杯           | 期間通算         | 期間通算         |
| ---------------- | ---------------- | ---------------- | ---------------- | ---------------- | ---------------- | ---------------- | ---------------- | ---------------- | ---------------- | ---------------- | ---------------- |
| 2016             | F東23            | 49               | J3               | 3                | 0                | -                | -                | -                | -                | 3                | 0                |
| シンガポール     | シンガポール     | シンガポール     | シンガポール     | リーグ戦         | リーグ戦         | リーグ杯         | リーグ杯         | シンガポール杯   | シンガポール杯   | 期間通算         | 期間通算         |
| 2021             | 新潟S            | 18               | プレミア         | 6                | 1                | -                | -                | 0                | 0                | 6                | 1                |
| 通算             | 日本             | 日本             | J3               | 3                | 0                | -                | -                | -                | -                | 3                | 0                |
| 通算             | シンガポール     | シンガポール     | プレミア         | 6                | 1                | -                | -                | 0                | 0                | 6                | 1                |
| 総通算           | 総通算           | 総通算           | 総通算           | 9                | 1                | 0                | 0                | 0                | 0                | 9                | 1                |

- 2016年は2種登録選手